# Blaue Koalition

Logo der Blauen Koalition

Die Blaue Koalition (bulgarisch Синята коалиция Sinjata koalizija) war eine politische Koalition in Bulgarien, die für die Europawahlen am 7. Juni 2009  und für die bulgarischen Parlamentswahlen am 5. Juli 2009 gebildet wurde.
Die blaue Koalition umfasste die Parteien Union der Demokratischen Kräfte (UDK), Demokraten für ein starkes Bulgarien (DSB), Bulgarische Agrarische Volksunion – Volksunion (BZNS), Bulgarische Sozialdemokratische Partei (BSDP) und die Radikaldemokratische Partei (RDP). Das Wahlmotto der Koalition lautete: Es ist Zeit! (bulg. Време е!/Wreme e!). Die Koalition galt als ein Versuch, die konservativen Parteien zu vereinen. Einer der Grundsätze war es, in den Kandidatenlisten keine Mitarbeiter des ehemaligen kommunistischen Geheimdienstes (Darschawna Sigurnost) aufzustellen.

## Geschichte
Bei den Europawahlen konnte die Blaue Koalition 7,99 Prozent der Stimmen gewinnen und so zwei Europaabgeordnete stellen (nach der Ratifizierung des Vertrages von Lissabon, bis dahin einen). Die Spitzenkandidatin Nadeschda Nejnski und Swetoslaw Malinow werden somit die Blaue Koalition im Europäischen Parlament vertreten.
Nach den Europawahlen, am 12. Juni 2009 schloss sich die Partei Bulgarische Neue Demokratie der Blauen Koalition an und am 19. Juni die Partei Schtit. Gespräche für eine Aufnahme in der Koalition für die bulgarischen Parlamentswahlen wurden auch mit der Grünen Partei, der Vereinten Volkspartei (kurz ENP) und VMRO-BND geführt. Die VMRO-BND und die ENP wollten jedoch dem Grundsatz der Nichtaufstellung von Mitarbeitern des ehemaligen kommunistischen Geheimdienstes nicht zustimmen, woraufhin die Gespräche scheiterten. Gleichzeitig versuchte man die Partei GERB für eine gemeinsame Liste für die Wahlen zu gewinnen, was jedoch scheiterte.
Ende Juni 2009 riefen die Partei Gergjowden sowie einige Mitglieder der Demokratischen Partei ihre Anhänger auf, ihre Stimme bei den kommenden Parlamentswahlen für die Blaue Koalition abzugeben.
Am 11. Januar 2012 verabschiedete das bulgarische Parlament auf Vorschlag des Vorsitzenden der Blauen Koalition, Iwan Kostow, einstimmig eine Erklärung gegen die Assimilationspolitik des einstigen totalitären Regimes gegenüber der muslimischen Minderheit. Damit anerkannte der bulgarische Staat nach fast 20 Jahren die Verbrechen gegen Türken und Muslime während der kommunistischen Ära.

## Kandidatenliste der Blauen Koalition für die Europawahl 2009
| Listenplatz | Name              | Partei |
| ----------- | ----------------- | ------ |
| 01          | Nadeschda Nejnski | SDS    |
| 02          | Swetoslaw Malinow | DSB    |
| 03          | Petja Stawrewa    | BZNS   |
| 04          | Stefan Tafrow     | SDS    |
| 05          | Atanas Tschobanow |        |

- Siehe auch: Wahlen in Bulgarien